# 아베 요시노리
아베 요시노리(일본어: 阿部 良則, 1972년 9월 10일 ~ )는 일본의 전 축구 선수이다.

## 구단 경력
1991년 일본 사커 리그의 요미우리(베르디 가와사키)에 입단했다. 3번의 J1리그 우승을 차지했다. 1995년부터 1996년까지 재팬 풋볼 리그의 브럼멜 센다이(베갈타 센다이)와 도스 퓨처스에서 뛰었다. 1997년 베르디 가와사키로 복귀했다. 1998년 재팬 풋볼 리그의 베갈타 센다이로 이적했다. 1999년 J2리그로 승격했다. 2000년부터 2001년까지 J2리그의 쇼난 벨마레와 가와사키 프론탈레에서 뛰었다. 2001년후 현역 은퇴.